# STS–35
Az STS–35 jelű küldetés az amerikai űrrepülőgép-program 38., a Columbia űrrepülőgép 10. repülése.

## Jellemzői
A küldetés célja az ASTRO–1 csillagászati obszervatórium beüzemelése, valamint megfigyelési feladatának támogatása. A küldetések során az első űreszköz volt, aminél a legénység  üzemelésmenedzsment feladatokat látott el.

### Első nap
Columbia űrrepülőgépet első alkalommal 1990. május 16-án kísérelték meg elindítani. A több mint féléves csúszás a mai napig egyedülálló az amerikai űrkutatás történetében.
1990. december 2-án a szilárd hajtóanyagú gyorsítórakéták, Solid Rocket Booster(SRB) segítségével Floridából, a Cape Canaveral (KSC) Kennedy Űrközpontból, a LC39–B (LC–Launch Complex) jelű indítóállványról emelkedett a magasba. Az orbitális pályája 91,7 perces, 28,5 fokos hajlásszögű, elliptikus pálya perigeuma 352 kilométer, az apogeuma 362 kilométer volt. Felszálló tömeg indításkor 121 344 kilogramm, leszálló tömeg 102 462 kilogramm. Szállított hasznos teher 12 095 kilogramm

## Hasznos teher
1. Shuttle Rádióamatőr Experiment (SAREX) II – kapcsolat rádióamatőrökkel (aktív, passzív).
2. Air Force Maui Optikai Site (AMOS) – elektronikus- és optikai megfigyelések elősegítése.
3. Space Classroom – óraadás (tudomány, matematika, technológia tanulásának ösztönzésére) a világűrből. Első alkalommal fordult elő, hogy az űrhajóson nyakkendő volt.

### ASTRO–1

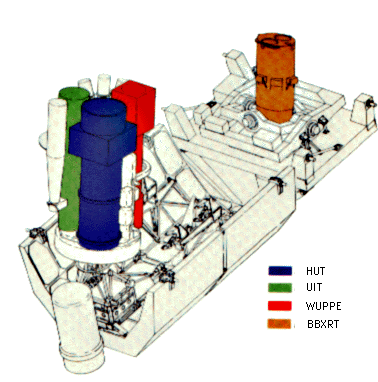
Az ASTRO–1

A Challenger-katasztrófát követően törölték, az 1986 márciusára tervezett STS–61–E űrrepülést, aminek fő feladata az ASTRO–1 pályairányba állítása lett volna. A több mint 4,5 évnyi raktárba állás után újonnan engedélyeztetni kellett a repülés. A május 16-ára tervezett indítás technikai okok miatt december 2-ára halasztódott! A javítási időszak alatt az  ASTRO–1 a Columbia raktérben maradt. Technikai hibáinak javítása, az indítóállomás cseréje ( LC39–A-ból az LC39–B-be) az STS–38 indításánál is négyhetes késést idézett elő.
Az ASTRO–1 csillagászati űreszköz feladata, hogy folyamatos vizsgálatot végezzen ultraibolya (UV)- és röntgencsillagászati megfigyelőműszerei segítségével. A Spacelab Eszköz Mutató Rendszer (IPS) – az űreszköz stabilitását egy három tengelyes giroszkóp egység biztosította mikroszámítógépes összehangolás segítségével. A teleszkópok gömbcsuklós megoldással voltak összekapcsolva.
A legénység osztott műszakban, űrséták (kutatás, szerelés) alatt hozták üzemkész állapotba. A földi támogató csapat nagyon sok segítséget adott az üzemképesség elérése érdekében. Indítást követően 16 órával az űreszköz az űrrepülőgép rakteréből megkezdte megfigyelési programját. A repülés ideje alatt a teleszkópok 231 megfigyelés alatt 130 égi objektumot vizsgáltak. Földi értékelés alapján az űreszköz 70%-ban teljesítette a célkitűzéseket.
Vizsgálat teleszkópjai:
1. Hopkins Ultraviolet Telescope (HUT),
2. Wisconsin Ultraibolya Fotó- polariméter Experiment (WUPPE)
3. Ultraviolet Imaging Telescope (ITU),
4. A széles sávú X-Ray Telescope (BBXRT),

#### Nyolcadik nap
1990. december 11-én Kaliforniában az Edwards légitámaszponton (AFB) szállt le. Összesen 8 napot, 23 órát, 05 percet és 8 másodpercet töltött a világűrben. 6 000 658 kilométert (3 728 636 mérföldet) repült, 144 alkalommal kerülte meg a Földet. Egy különlegesen kialakított Boeing 747 tetején december 20-án visszatért kiinduló bázisára.

## Személyzet
(zárójelben a repülések száma az STS-35 küldetéssel együtt)
- Vance Brand (4), parancsnok
- Guy Gardner (2), pilóta
- Jeffrey Hoffman (2), küldetésfelelős
- John Lounge (3), küldetésfelelős
- Robert Parker (2), küldetésfelelős
- Samuel Durrance (1), rakományfelelős
- Ronald Parise (1), rakományfelelős

### Visszatérő személyzet
- Vance Brand (4), parancsnok
- Guy Spence Gardner(2), pilóta
- Jeffrey Alan Hoffman (2), küldetésfelelős
- John Michael Lounge (3), küldetésfelelős
- Robert Allan Ridley Parker (2), küldetésfelelős
- Samuel Durrance (1), rakományfelelős
- Ronald Parise (1), rakományfelelős